# Fragma
Fragma er en dancegruppe fra Tyskland.
De er mest kendt for deres hit "Toca's Miracle" fra 2000.

## Diskografi
- Toca (2001)
- Embrace (2002)

| Musikgruppe | Spire Denne artikel om en tysk musikgruppe er en spire som bør udbygges. Du er velkommen til at hjælpe Wikipedia ved at udvide den. |